# Hirohisa Sato
Hirohisa Sato (1951) è un astronomo giapponese.
Hirohisa Sato è un astrofilo giapponese residente a Sukagawa (Prefettura di Fukushima). Si occupa in particolare di comete come responsabile della sezione comete dell'Oriental Astronomical Association (OAA) . Oltre all'Astronomia si interessa di storia ed archeologia . Non è da confondere con i quasi omonimi astrofili giapponesi Hidetaka Sato, Naoto Satō e Yasuo Sato o con l'astronomo Isao Satō.

## Scoperte
Ha coscoperto la cometa non periodica C/2005 P3 SWAN (SOHO-1012) assieme a Michael Mattiazzo, Masayuki Suzuki, Vladimir Bezugly e Michael Jäger .

## Riconoscimenti
Gli è stato dedicato un asteroide, 9323 Hirohisasato .